# جون تي. ماكدونالد الثالث
جون تي. ماكدونالد الثالث هو صيدلي وسياسي أمريكي، ولد في 5 أبريل 1962 في كوهوس في الولايات المتحدة. نشط حزبياً في الحزب الديمقراطي. وقد انتخب عضو جمعية ولاية نيويورك ‏.